# Daphne (rose)
'Daphne' est un cultivar de rosier obtenu en 1912 en Angleterre par le révérend Pemberton (1852-1926) et introduit au commerce l'année suivante. Ce rosier historique est toujours présent dans les jardins à l'anglaise des pays des climats tempérés et continentaux, mais il est devenu rare dans les catalogues. Il doit son nom au personnage de la mythologie, la nymphe Daphné. L'année suivante de cette obtention, Pemberton ouvre sa propre pépinière pour commercialiser des dizaines de milliers d'hybrides de roses musquées. 

## Description
Il s'agit d'un hybride de Rosa moschata très florifère, spécialité de Pemberton dont il est le premier d'une longue série. Il présente des boutons rose très pâle qui laissent la place à de petites fleurs de plus en plus blanches très parfumées, aux étamines bien visibles et fleurissant en de multiples bouquets.
La floraison est remontante de juin à novembre.
Le buisson vigoureux possède un feuillage épais et s'élève à 90 cm.
Sa zone de rusticité est de 6b à 10b ; il résiste donc aux hivers froids. On peut admirer ce grand succès de Pemberton à l'Europa-Rosarium de Sangerhausen.
Ce rosier ne doit pas être confondu avec l'hybride de Rosa gallica du nom de 'Daphné' (Vibert, 1819).

## Descendance
Daphne a donné naissance à 'Kathleen' (révérend Pemberton, 1922), variété issue d'un croisement avec 'Perle des Jardins' (Levet, 1874).